# Újlipótváros
Újlipótváros ([ˈujlipoːtvaːɾoʃ], en allemand : Neu-Leopoldstadt) est un quartier de Budapest, situé dans le 13e arrondissement. Avant 1950, il faisait partie du 5e arrondissement et constituait la partie nord de Lipótváros (Leopoldstadt).

## Périmètre
Selon l'arrêté du 12 décembre 2012 (94/2012. (XII. 27.), annexe 31) de l'assemblée métropolitaine de Budapest, le périmètre du quartier est le suivant : Dráva utca à partir du Danube-Váci út-Nyugati tér-Szent István körút-Rives du Danube jusqu'à Dráva utca.

## Histoire

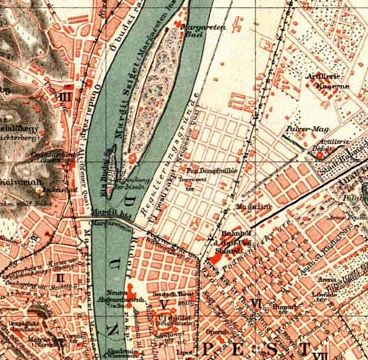
Projet d'aménagement du quartier sur une carte de 1888.

Au début du XIXe siècle, Újlipótváros est un secteur non bâti du nord de Pest, peu à peu grignoté par le développement industriel. Il est alors délimité au sud par Fegyvergyár utca, avant que cet axe ne soit réaménagé pour construire le Nagykörút. On trouve alors dans le secteur au nord, proche du Danube, la brasserie Király, à l'angle de Csáky utca (actuelle Hegedűs Gyula utca) la minoterie Árpád et entre la gare de Budapest-Nyugati et l'actuelle Katona József utca, la minoterie Unió. Dans l'une des allées de cette dernière, travaillent en ce temps des tonneliers, comme en témoigne encore le toponyme de Kádár utca (« rue du Tonnelier »). En lieu et place du Théâtre de la Gaieté se trouve alors le secteur de Suhajda telep, zone d'habitation pauvre lotie par un certain Suhajda, lequel voulait construire ici des logements pour les ouvriers.
Lorsque le Nagykörút est mis en chantier, le plan d'aménagement du secteur décide la construction de logements collectifs à la place des emprises manufacturières. C'est à compter de ce moment que le quartier commence à adopter le visage qu'on lui connait aujourd'hui. Une première portion du Nagykörút est inaugurée en 1896 sous le nom de Lipótkörút (actuelle Szent István körút). Quant au Théâtre de la Gaieté, il ouvre au même moment à la place d'un cabaret propriété du brasseur József Tüköry, où de nombreuses danseuses étrangères se produisaient : le cabaret Új Világ. 
On trouve à la fin du XIXe siècle le long de Váci út plusieurs petites usines de construction de moteurs et ateliers de réparations d'engins agricoles. À l'extrémité de Balzac utca, fonctionnent alors l'usine Padolat et une blanchisserie de laine. À l'angle avec Dráva utca se construisent à la même époque les locaux de Magyar Villamossági Rt., société de production d'électricité dont subsiste encore le Siège de la Compagnie budapestoise d'électricité. Les minoteries Victoria és Erzsébet et Pannónia fonctionnent alors encore autour de Wahrmann Mór utca (actuelle Victor Hugo utca). Au début du XXe siècle, l'industrie meunière américaine envahit l'Europe et sonne le glas des minoteries hongroises. Les installations de Wahrmann Mór utca sont alors remplacées par une laverie industrielle, qui fonctionne jusqu'aux années 1970. 

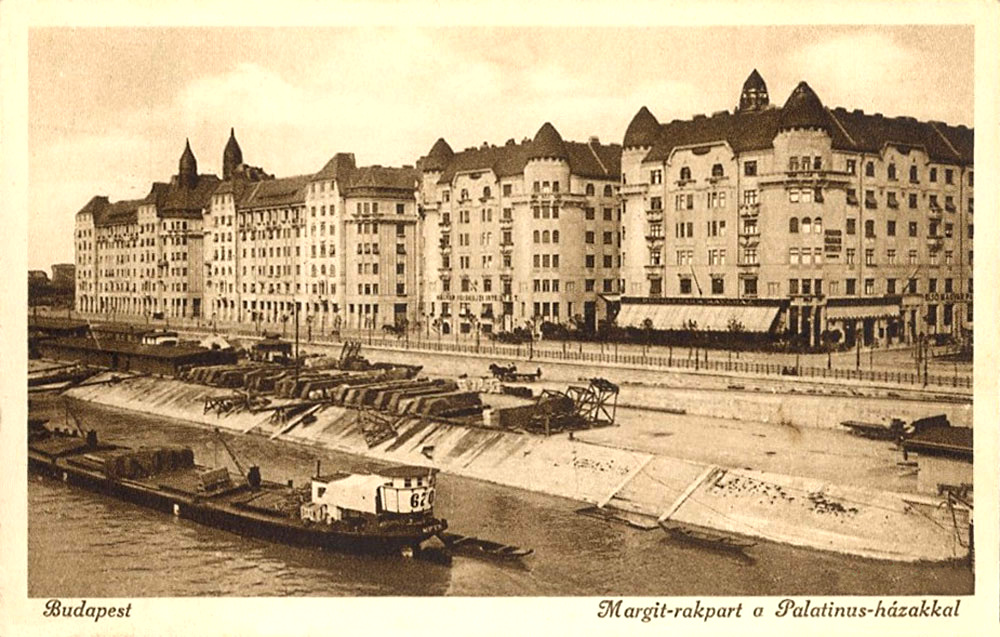
Les maisons Palatinus sur une carte postale de 1927.

Dans la partie Ouest de Pozsonyi út, l'on construit les maisons Palatinus en 1911. La mise en chantier des plus grands logements collectifs du secteur sud du quartier ne commence qu'à la fin des années 1920. Le conseil métropolitain des travaux publics prend la décision en 1928 d'aménager un espace vert à la place d'une ancienne parqueterie. Celui-ci, baptisé Szent István park, est conçu de façon à former avec le bâti un paysage urbain uniforme et harmonieux. Cette volonté urbanistique est renforcée en 1933 par un arrêté réglementant l'emplacement des rues et la taille des îlots. Les immeubles du secteur sont construits le plus souvent sur cinq à six étages, en brique, autour d'une cour fermée avec un petit jardin. Le style architectural n'en est pas moins composite, comme en témoignent les façades « historisantes » (historizáló, c'est-à-dire classiques, néobaroques, rococo) rivalisant avec les façades Art déco et Bauhaus.
À l'époque de la construction des maisons Palatinus, on trouve dans Vág utca le Népház (la « maison du peuple »), destinée aux ouvriers. Il s'agissait à la fois d'un immeuble d'habitat collectif et d'un centre artistique et culturel destiné à améliorer leurs conditions de vie. La bibliothèque du Népház devient même la première bibliothèque publique de Budapest. 
Pendant la Seconde Guerre mondiale, les immeubles d'Újlipótváros situés près du Szent István körút sont mis sous la protection de consuls et ambassadeurs étrangers, plaçant la population juive locale dans une relative sécurité. Cette situation permit de sauver de nombreux Juifs de la déportation et de la mort, grâce à l'activisme du diplomate suédois Raoul Wallenberg, de l'italien Giorgio Perlasca et du suisse Carl Lutz.
Après 1945, une résidence de six étages est construite sur Lehel tér. Dans les années 1960, les dents creuses du secteur sont peu à peu comblées. Entre 1975 et 1980, le nord du quartier est loti par le grand ensemble de Kárpát utca.

## Équipements
Le quartier est très bien doté en termes d'équipements culturels, notamment en cinémas (KINO et Odeon-Lloyd), théâtres (Théâtre de la Gaieté, RaM Colosseum) et musées (musée du flipper, musée du paintball, fonds sur l'histoire d'Angyalföld). Il n'existe aucun équipement scolaire dépassant le premier cycle : on ne dénombre que deux écoles élémentaires : l'école Pannónia et l'école Ottó Hermann.

## Organisation

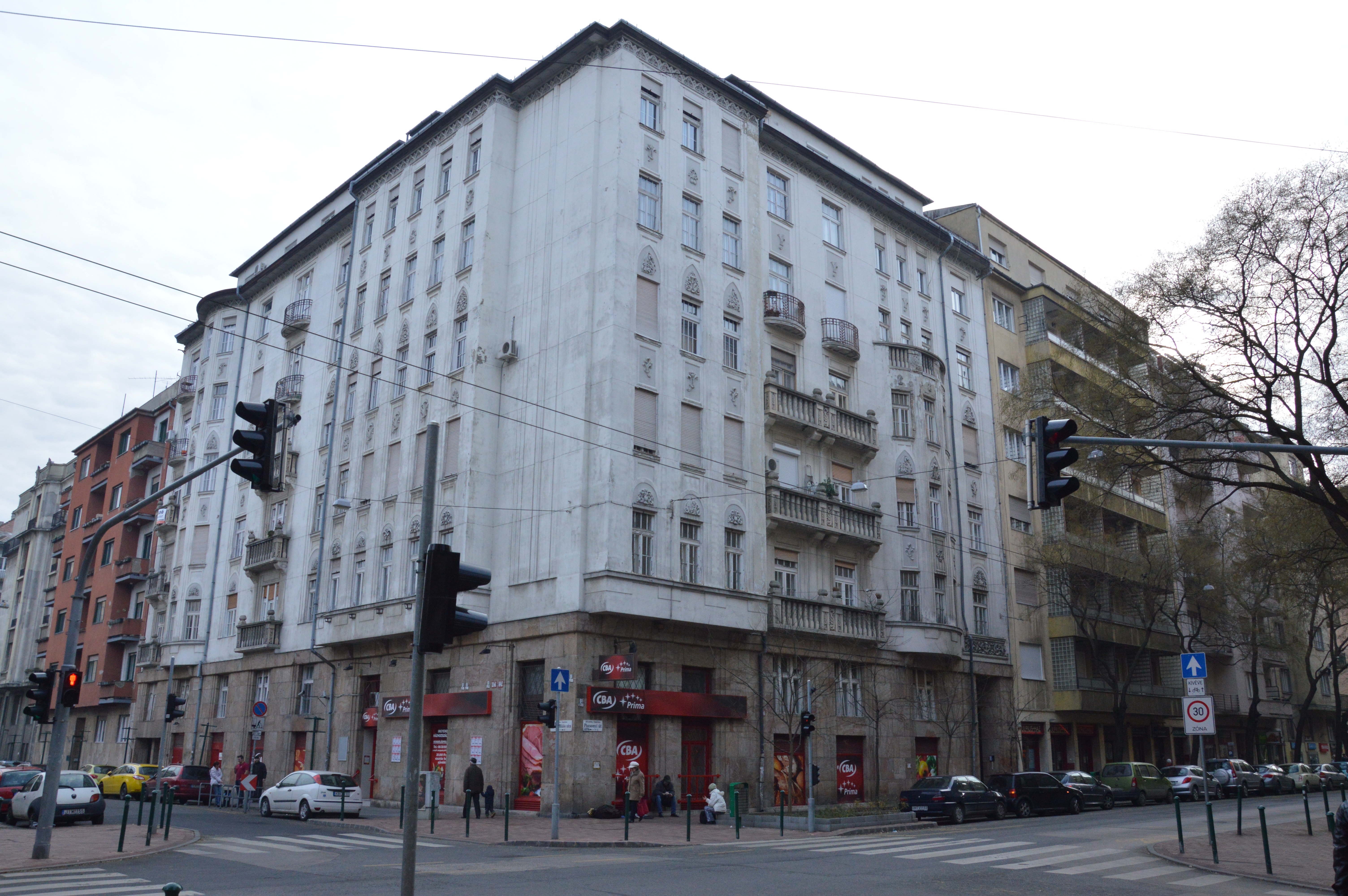
Croisement Pozsonyi út / Radnóti Miklós utca.

Le quartier est conçu au XIXe siècle comme le prolongement nord de Lipótváros. De nos jours encore, son tissu urbain (dans sa partie sud en tout cas) ressemble davantage à celui du 5e arrondissement dont il faisait partie, qu'à celui du reste du 13e arrondissement, davantage marqué par un habitat populaire.
Le quartier peut être divisé en trois sous-ensembles. La partie proche du Danube est organisée autour de deux espaces verts - Szent István park et le square de Jászai Mari tér - et une rue arborée : Pozsonyi út. Il s'agit du centre vivant du quartier, là où l'on trouve de nos jours la plupart des commerces, bars et restaurants. Certains d'entre eux sont d'ailleurs des lieux particulièrement anciens et reconnus à Budapest, comme la librairie Láng Téka ou le restaurant Kis Kakukk. Cette partie est parcourue par deux lignes de trolleybus ( 75 76), lesquelles remplacent une ancienne ligne de tramway. 

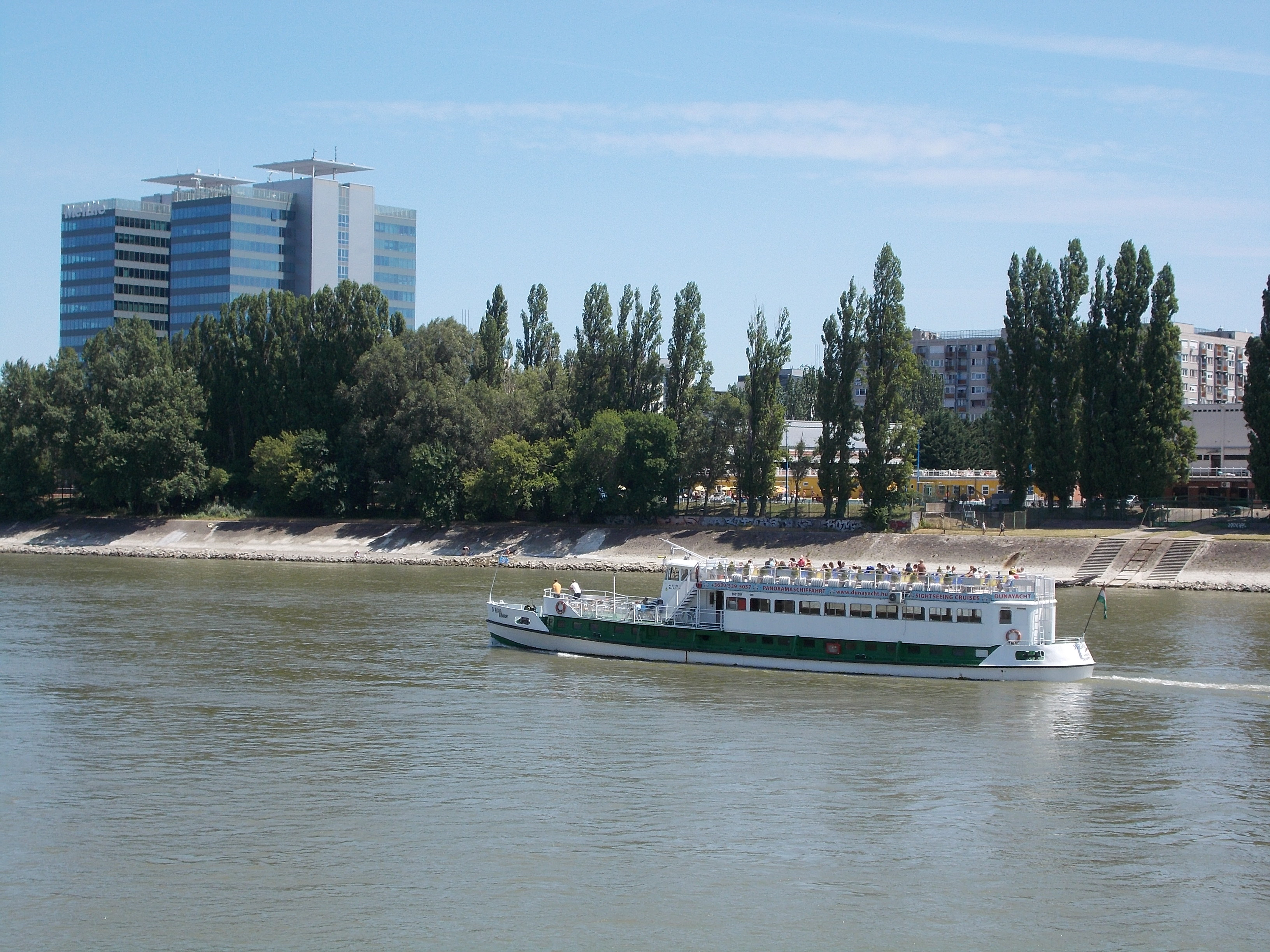
Aperçu (à droite) des grands ensembles au nord du quartier.

Entre Hollán Ernő utca et Váci út, l'on trouve un secteur essentiellement résidentiel, structuré par une trame viaire orthogonale. Le style architectural y est hétérogène, mélange de bâtisses historisantes, Art déco et Bauhaus. 
Au nord du quartier enfin, le grand ensemble de Kárpát utca tranche par son style ou son organisation avec le reste du quartier. Construit après la Seconde Guerre mondiale, il est le reflet du geste urbanistique moderniste en vogue pendant le régime communiste, tel qu'on le retrouve par exemple à Angyalföld.

## Patrimoine urbain

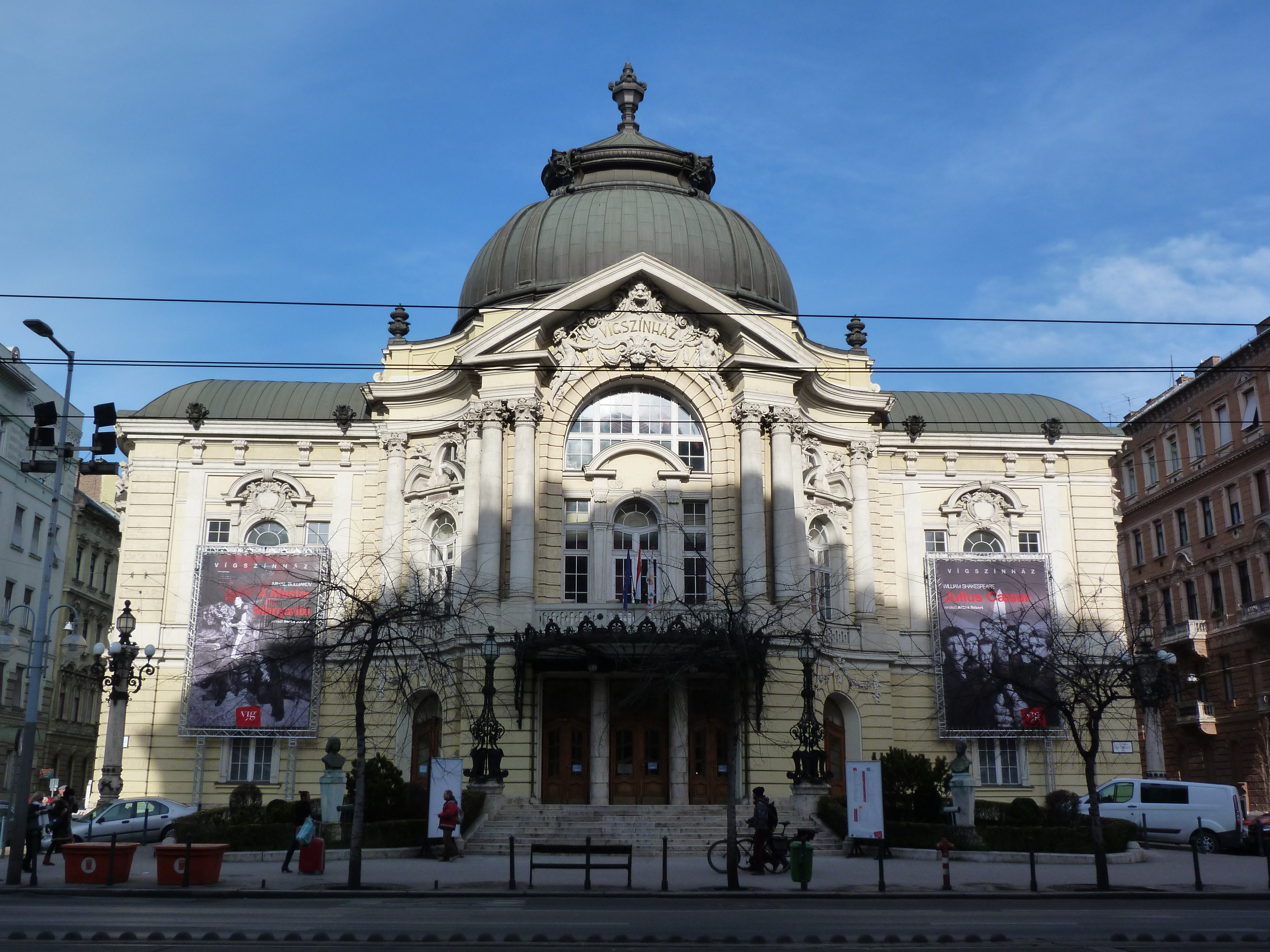
Le Théâtre de la Gaieté.

Újlipótváros est un espace singulier à Budapest, dans la mesure où il s'agit de l'un des derniers quartiers construits pendant l'Âge d'or de Budapest. De ce point de vue, il regorge de nombreux témoins des styles Art nouveau, Sécession hongroise, Bauhaus, Art déco qui sont en vogue au début du XXe siècle à Budapest.
Les édifices de la partie nord du Szent István körút (Nagykörút), qu'il s'agisse d'immeubles d'habitation ou du Théâtre de la Gaieté, sont érigés entre 1884 et 1904. Les façades bien ordonnées, inspirées de l'urbanisme haussmannien, sont des représentantes notables de l'éclectisme architectural à Budapest. À mi-chemin entre Jászai Mari tér et Nyugati tér, le Théâtre de la Gaieté est construit en 1896, au moment où la Hongrie célèbre son millénaire. Conçu par le cabinet de Hermann Helmer et Ferdinand Fellner dans un style historisant, il devient vite un lieu populaire offrant une programmation variée. Autour du théâtre se construisent en 1911 les premiers studios de cinéma Hunnia et le cinéma Elit Mozgó (actuel cinéma d'arts et essai KINO).

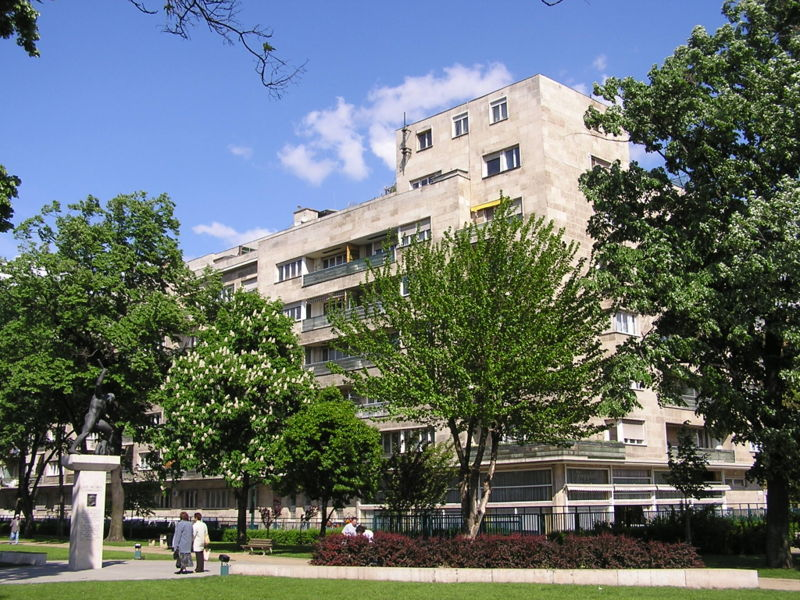
Le Szent István park avec au premier plan une statue dédiée à Raoul Wallenberg.

Dans la partie danubienne du quartier, entre Hollán Ernő utca et les quais, on trouve proche du boulevard le cinéma Odeon-Lloyd, ouvert en 1937 et connu entre 1947 et 2003 sous le nom de cinéma Duna. Au nord de Jászai Mari tér, le long du Danube, les maisons Palatinus  sont construits en 1911 d'après les plans de Ferenc Reitter. Toujours le long du fleuve, bordé à l'est par Pozsonyi út, le Szent István park est un square renommé de la capitale, en raison de la qualité des espaces verts, mais aussi du spectacle qu'il offre sur le Margit-sziget et au loin les collines de Buda. Presque à l'extrémité Nord du quartier enfin, le Temple réformé de Pozsonyi út construit en 1940, subit de nombreux dommages pendant la Seconde Guerre mondiale et est restauré en 1987.

## Personnalités liées au quartier
- Georg Lukács
- Carl Lutz
- Gertrud Lutz
- Giorgio Perlasca
- Miklós Radnóti
- George Soros
- Raoul Wallenberg